# Histoire du département des Vosges

Les Vosges et les provinces et territoires qui occupaient son territoire en 1756 :
Duché de Lorraine
Duché de Bar
Les Trois-Évêchés
Champagne
Principauté de Salm
Franche-Comté

L'histoire du département des Vosges, en tant qu'entité administrative, commence le 22 décembre 1789 par un décret de l'Assemblée constituante, qui entre en vigueur quelques mois plus tard, le 4 mars 1790. Il était partagé sous l'Ancien Régime entre le duché de Lorraine, le duché de Bar (bailliage de Bourmont et bailliage de Lamarche), les Trois-Évêchés (quelques communes du nord-ouest du département, Vicherey, Pleuvezain...), la principauté de Salm, la Champagne et la Franche-Comté (quelques communes du sud-ouest). Ces territoires y sont inclus parce qu'ils étaient peuplés de Lorrains. Mais l'histoire du territoire du département des Vosges est bien plus ancienne.

## Protohistoire

### Âge du Bronze
L'âge du Bronze dans les Vosges a été peu étudié. Toutefois un premier inventaire des sites lorrains des âges des métaux a été réalisé en 1965 par J.-P. Millotte. À sa suite une synthèse de 1972 sur l'âge du Bronze vosgien a été rédigée et en 1999, le Bronze moyen lorrain a fait l'objet d'une maîtrise révélant le peu de fouilles et de résultats récents concernant cette période.
Il existe, selon ce faible nombre de données disponibles, une trentaine de gisements. La moitié d'entre eux présente un contexte connu et pour un quart le matériel associé n'a pas été retrouvé.
Ces gisements sont principalement datés du Bronze final et sont souvent composés de découvertes isolées ou de découvertes funéraires ; on trouve plus rarement des dépôts et des traces d'habitat (comme dans la plupart des régions françaises). Un quart date du Bronze moyen alors que seuls deux sites du Bronze ancien ont été identifiés. Pour ce dernier, aucun groupe régional ne peut être défini, en dépit d'un bilan pour la région lorraine effectué dans une synthèse de 1992. Il n'est donc pas réellement possible de dater clairement les découvertes du Bronze ancien ou du Campaniforme dans les Vosges.
Le mobilier en os est connu par l'ensemble funéraire de Certilleux qui correspond aux inhumations de trois individus accompagnés de 11 boutons de forme sphérique ou conique à perforation en V. Ce type d'objets se retrouve dans des tombes du Campaniforme et de la première phase du Bronze ancien : Bronze A1 (comme dans la tombe de Bourroches à Dijon, et dans des tombes du Sud-Ouest de l'Allemagne, Singen par exemple).
Une hache de bronze de type inconnu a été découverte à Gérardmer (Kichompré), datant probablement de cette période. En revanche, aucun site d'habitat n'a encore été mis au jour dans le département. Cette situation résulte peut-être des aléas de la recherche ou de l'érosion qui aurait oblitéré les structures les moins profondes. Une dispersion des installations peut également expliquer cet état de fait.
Pour le Bronze moyen, il y a un peu plus de sites et on trouve les premières traces d'habitats, avec notamment les fouilles de la RN 57 en 1994 à Florémont (Bois de Barangéa). On y a découvert trois bâtiments (le plus long à plan en abside), trois greniers, deux silos et des fosses rectangulaires ; des éléments du Bronze final se trouvant à proximité. Le terrain sur lequel se trouvaient ces constructions anciennes était propice à l'agriculture par la présence d'argiles grumeleuses légères et saines. D'autres traces d'habitations se situent à Nomexy et à Rebeuville (Grotte de l'Enfer), où des fouilles (1950 et 1970) ont mis au jour du matériel du Bronze moyen au Bronze final (céramique, inhumation, incinération...). Le seul objet en bronze provenant d'un tumulus de cette période a été découvert à Chaumousey (Bois de Truzey) et il s'agit d'une épingle à renflements cannelés et tête « en goutte ». Même si la plupart des objets de cette période sont comparables à ceux de la « culture de Tumulus », aucun véritable groupe « vosgien » ne semble pouvoir être mis en évidence.
Le début du Bronze final se caractérise dans deux découvertes, à savoir une épingle à tête en trompette (They-sous-Montfort) et une hache à talon et aileron médians (Le Tholy), éléments de transition. Tandis que l'épée de type Monza découverte près de la Moselle, à Dommartin-les-Remiremont est déjà plus récente. Sans avoir découvert de sépulture de cette phase initiale, les dépôts apparaissent (Ramecourt et Nonzeville). On y trouve des poignées de couteau à Épinal et Nonzeville, une spirale en bronze et bracelet (Nonzeville et Senonges), ce qui est comparable au mobilier funéraire des départements voisins (par exemple le Haut-Rhin et sa tombe à incinération de Bennwihr). Dans le dépôt de Ramecourt, on a découvert une hache à rebord de type Estavayer, spécifique de la production métallique du Rhône et une épingle à collerette plus répandue à l'est (Suisse, Allemagne).
Peu de traces du milieu du Bronze Final (céramiques de Bouzemont et Beaufremont) alors qu'au Bronze final III se multiplient les découvertes comme des armes et des outils (pointes de lance à Thaon-les-Vosges et Senones, hache à ailerons terminaux de Charmes, à douille de Jésonville). Les incinérations du BFIIIb sont toujours sous tumulus et présentent des ressemblances avec celles qui ont été fouillées à Gémonville (Meurthe-et-Moselle). Enfin, l'habitat est seulement représenté par une maison sur douze poteaux découverte en fouille préventive à Houécourt.

### Âge du Fer

#### Le premier âge du Fer (période de Hallstatt: 745-475 av. J.-C.)
La surabondance des sites funéraires par rapport à ceux d'habitation biaise le regard des archéologues qui étaient plus fortement intéressés par les nécropoles. En effet, pas moins d'une vingtaine de nécropoles tumulaires occupent principalement la partie ouest du département des Vosges à la période hallstattienne (entre Meuse, Moselle, Saône, vallée du Madon). Contenant parfois des tertres encore ou déjà occupés à l'extrême fin du Bronze final par des incinérations découvertes anciennement et difficiles à étudier. Plusieurs de ces nécropoles présentent une continuité avec la phase ancienne du Hallstatt au cours de laquelle la pratique de l'inhumation sous tumulus refait son apparition comme dans d'autres régions françaises (Bourgogne ou Jura par exemple). Toutefois la réoccupation d'anciens tertres de l'âge de Bronze n'est pas systématique et on peut trouver de nouvelles nécropoles dans la même zone géographique. Il est pourtant intéressant de constater que certaines sont utilisées de la fin du Bronze Final jusqu'à des phases très récentes et même durant La Tène ancienne.
Les tumulus les plus nombreux sont datés  du Hallstatt ancien et moyen dans des nécropoles d'une vingtaine de tertres en général. La majorité des nécropoles se trouvent dans la Plaine, alors que pour le Premier âge du Fer, on ne trouve aucune sépulture dans le massif vosgien
Au contraire, on trouve dans le massif vosgien la plupart des sites d'habitat. En plaine, seul le site de Marainville-sur-Madon associe à la fois des tombes et des habitations. Une synthèse récente sur l'habitat à l'âge du Fer en Lorraine intègre les sites fouillés jusqu'en 1996.

#### Le second âge du Fer (période de la Tène de 450 environ à la romanisation
Les sépultures du second âge du Fer connaissent un phénomène de continuité avec les périodes précédentes Il semblerait que seulement 25 % des sites lorrains de cette phase soit réellement nouveaux à La Tène ancienne. Au vu du nombre de nécropoles, il semble que la vallée du Madon soit densément peuplée.
Pour l'habitat, c'est réellement La Tène moyenne et finale qui voit le nombre de sites augmenter par rapport à La Tène ancienne. Alors que les sites de la Vôge sont assez mal connus et datés, c'est dans la Plaine qu'apparaissent des plans de bâtiments issus de fouilles préventives récentes. Par exemple à Nomexy, dans une zone fortement occupée jusqu'au IIe siècle, on a trouvé un bâtiment sur six poteaux et à porche, contenant vraisemblablement un foyer à clayonnage. Et pour le moment, seul le site de Marainville-sur-Madon a révélé la présence d'un réseau de fossés et d'enclos quadrangulaires datés de La Tène finale. Pour ce type de site, on peut penser à des fermes ou des domaines plutôt qu'à de gros hameaux ; aucun parcellaire protohistorique n'a été mis en évidence pour le moment.

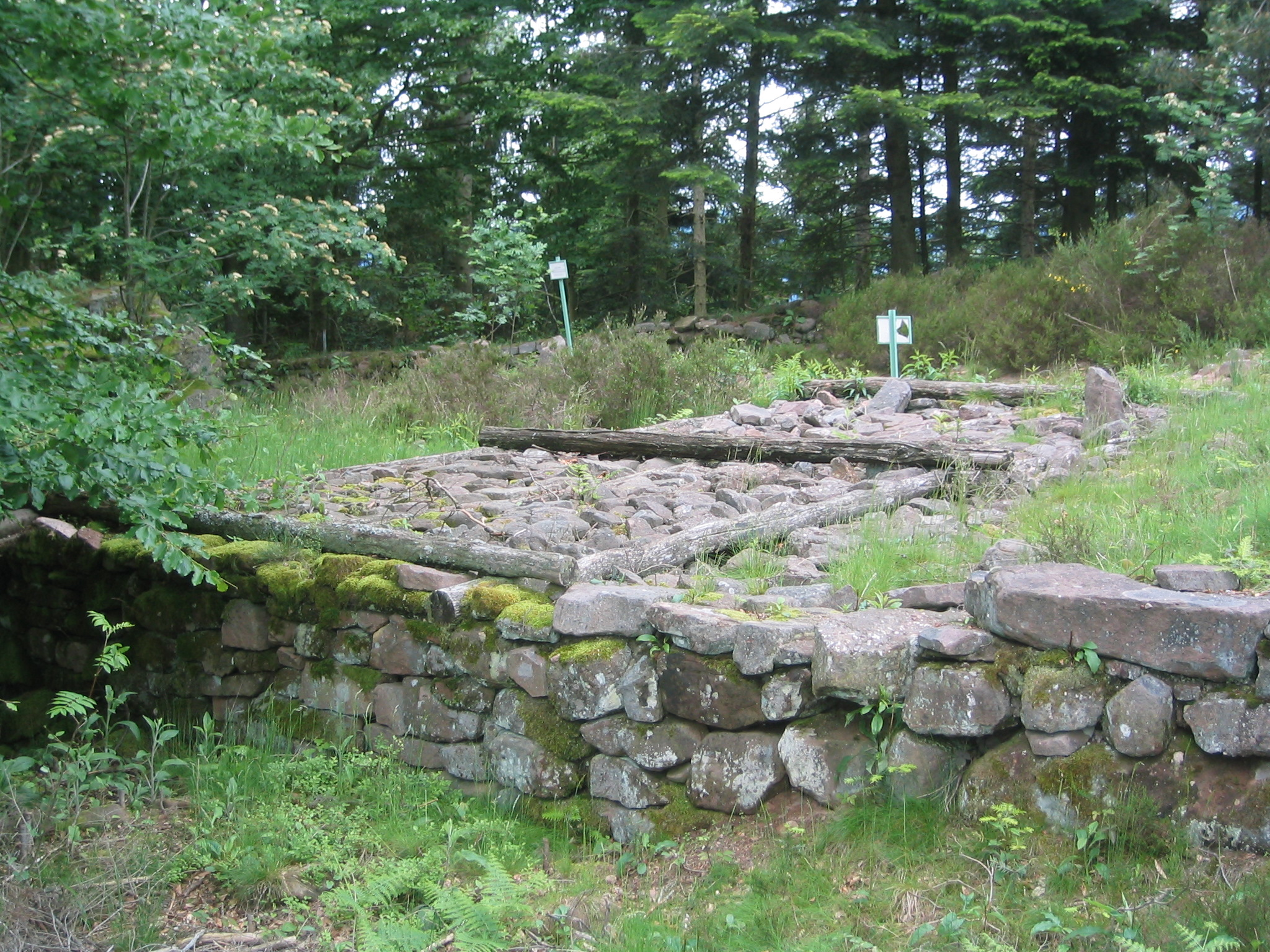
Murus gallicus du camp de la Bure.

Pour le massif vosgien, les deux sites les plus connus restent la Pierre d'Appel à Étival-Clairefontaine et celui du Camp celtique de la Bure à Saint-Dié-des-Vosges. Le premier site a livré davantage d'éléments que le second (maisons, structures de stockage, fours). On peut alors parler de village établi sur ce promontoire rocheux. Le camp celtique de la Bure possède toutefois un murus gallicus. La spécificité des sites du bassin de Saint-Dié est qu'ils se situent sur une hauteur dominant la vallée, lieu de passage incontournable ; un certain contrôle du cours supérieur de la Meurthe et des voies d'accès à la vallée du Rhin était donc assuré.
Plusieurs voies anciennes (qu'il reste encore, pour certaines, à vérifier archéologiquement), comme la voie Langres-Strasbourg ou Rambervillers-Colmar aboutissaient à des cols vosgiens (col du Donon, col de Sainte-Marie-aux-Mines, col du Bonhomme) donnant accès, soit à la plaine vosgienne, soit à la plaine rhénane. Le bassin de Saint-Dié se place donc à la croisée des voies transvosgiennes.

### Épanouissement de la civilisation gauloise
Le territoire de l'actuel département est majoritairement occupé par les Leuques. Les Lingons y sont établis à l'extrême ouest et les Séquanes à l'extrême sud.

## Antiquité

### La paix romaine
L'intervention romaine hégémonique gèle la partition territoriale et impose des modus vivendi entre les peuples. Une Gaule Belgique est reconnue sous le premier empire et son essor économique, longtemps retardé par une chute démographique, commence véritablement après 80/90 attirant l'intérêt impérial et les convoitises des voisins car il se poursuit continûment jusqu'en 160.

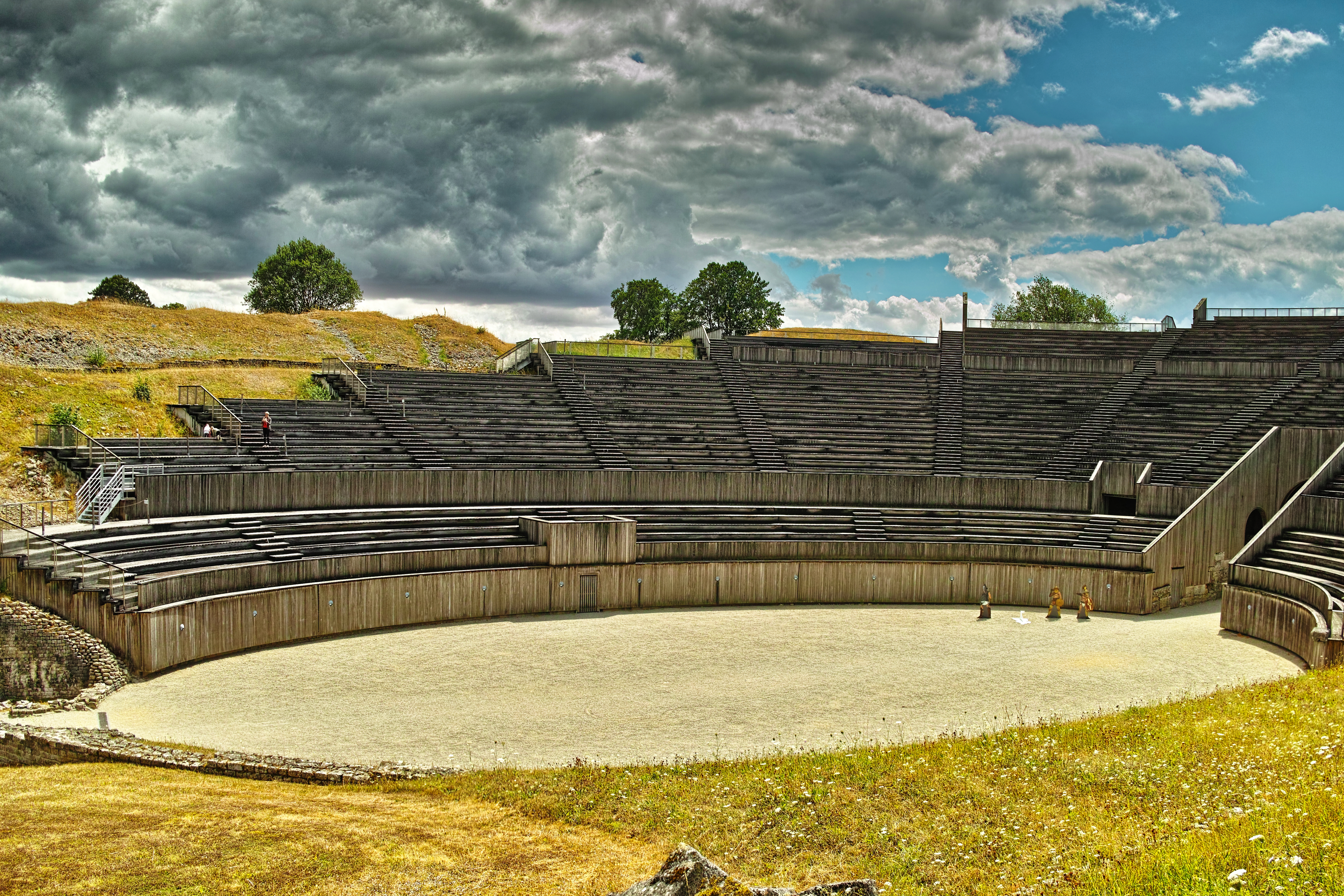
L'amphithéâtre de Grand.

Les Romains jouant sur les rivalités et le réseau désuet d'alliance soumettent les Belges orientaux qui craignent autant l'expansion germanique que les Celtes du Val de Saône. Ils oublient d'accorder un statut de cité aux Médiomatriques, déclarent les terres leuques en province ouverte sous contrôle de la cité de Toul. Ils permettent l'installation de leurs alliés germaniques qui se fondent parmi les populations existantes.
La civilisation latine prend un essor tardif au Ier siècle, mais l'Empire et le Bas-Empire laissent des traces spectaculaires autant en plaine avec la cité d'Andesina et son amphithéâtre, qu'en montagne avec la reconnaissance de grands domaines. Le quadrillage du territoire est réalisé par les voies romaines, qui régularisent les anciens faisceaux d'axes marchands des Gaulois. Les témoignages de présence gauloise subsistent fortement en montagne avec des sites de hauteurs comme le camp celtique de la Bure.

### La fin de l'Empire et les débuts du Moyen Âge
Les divisions administratives restent inchangées au rythme des invasions rapides. La première Gaule belgique est dévastée, parfois occupée momentanément par des Burgondes, des Alamans, des Francs. Au Bas-Empire, la christianisation opère avec lenteur depuis le cœur sacré de la cité, mais modifie considérablement les pratiques rurales. Saint Mansuy, saint Epvre, saint Élophe, saint Exupère, sainte Suzanne font des miracles à Toul ou irradient son voisinage. Après la bataille des Champs Catalauniques en 451, les modestes Francs saliens, présents au nord de la Belgique seconde, sont autorisés par Aetius et l'Empire romain à avancer vers l'immense espace dévasté à l'est qu'ils nomment Austrasie. Leur intelligente et prudente stratégie, puisqu'ils sont plus faibles, est de s'associer avec tous les petits centres de pouvoir locaux, en prenant un droit de contrôle mesuré sur les vieilles cités romaines et surtout leurs voies et péages. Ils sont rejoints par les Francs ripuaires qui s'approprient une large partie septentrionale de l'espace mosan et mosellan. Luttant contre les puissants Alamans, Wisigoths et Burgondes, leur roi Clovis choisit la religion chrétienne primitive, pour s'assurer une multitude de petites clientèles alors que l'autorité des grands rois germains imposent l'arianisme, récente et séduisante hérésie. Les Francs unifiés sous égide royale laissent les échanges s'ouvrir au nord de l'Europe afin d'appeler des aides mercenaires et faire commercer des denrées des contrées lointaines.

## Haut Moyen Âge
Le christianisme a laissé des lieux de culte hyperconcentrés autour de Toul, lieu du pouvoir épiscopal et centre sacré de référence pour le territoire de la cité des Leuques. Les grands domaines mérovingiens ou les associations d'hommes solidaires s'émancipent, leurs patrons appellent une nouvelle pastorale monastique qu'ils contrôlent et développent des implantations politiques et chrétiennes, appelées bans, en montagne ou dans les contrées rurales, qui laissent une empreinte durable dans le tissu religieux :  Romaric, Amé de Remiremont, Leudinus Bodo, Gondelbert, saint Dié.
Les derniers Pépinides luttent violemment contre les Étichonides pour contrôler ces hautes terres. Le conflit âpre se clôt avec la victoire de Pépin, imposant une restauration autoritaire du fisc royal et une évacuation parfois radicale des sanctuaires, vénérés par les hommes des communautés vaincues. Les bans chrétiens pillés sont soumis et les groupes d'hommes autrefois libres réduits au servage ou assujettis. Dans le sillage des nouveaux maîtres imposant la religion orthodoxe romaine s'installent les administrateurs bénédictins qui rêvent à leur tour de fonder leur abbaye, Hydulphe y parvient modestement à Moyenmoutier. Quelques décennies plus tard, Charlemagne souhaite apaiser les mesures sévères de son père et restaure une fraction du pouvoir des bans forestiers. Songe-t-il à la stabilité de ce qui est au cœur de son grand royaume, alors qu'il chasse dans les forêts vosgiennes. Ses enfants l'imitent à Champ-le-Duc, Cornimont.
À la mort de Louis le Pieux, la contrée fait partie de la Francie médiane dont le territoire se morcelle au fil des siècles : Lothaire Ier, Lothaire II, Saint-Empire romain germanique, liste des rois et ducs de Lotharingie.

## Restauration saxonne et naissance des états lorrains
L'évêque de Toul reprend le contrôle temporel à la fin du Xe siècle d'une grande partie de son diocèse. L'activité incessante de saint Gérard en témoigne.
Gérard d'Alsace, qui a des domaines en Xaintois près de Châtenois (ville située en Alsace et non pas celle située près de Neufchâteau), reçoit de l'empereur germanique le duché de Lorraine et fonde une lignée fidèle qui sert le saint Empire tout en accroissant ses terres. Ces descendants allemands, mais polyglottes, subissent l'influence franco-flamande, autant sur les plans économiques que culturelles et religieuses : liste des ducs de Lorraine. Ainsi sans qu'ils y puissent grand chose, s'installe la seigneurie franco-flamande, l'influence des moines blancs, une écriture juridique de l'ancien français, sans oublier les arts et techniques, la poésie et la littérature. Des vassaux du duc de Lorraine prenant le meilleur de cet esprit nouveau s'émancipent en affermissant un soutien politique populaire : maison de Ribeaupaire, comté de Salm qui à la fin du XVIe siècle se scinde en comté de Badonviller et principauté de Salm. Mais les Trois-Évêchés et le duché lorrain captent aussi cet héritage et commencent à se structurer petit à petit en véritables États lorrains. La maison française d'Anjou hérite de la branche aînée de Lorraine, mais doit s'allier à une branche cadette, les Vaudémont, après la défaite à Bulgnéville.
- Menacé par le rêve d'expansion bourguignonne de Charles le Téméraire, René II préserve son duché grâce à l'aide des villes alsaciennes de la Basse Union et surtout aux garanties financières généreuses du Roi de France, Louis XI. La Lorraine autonome s'émancipe de l'Empire romain germanique. Une période autonome d'apogée lorraine s'ensuit en périphérie de la puissance française bienveillante.
- Le conflit entre Valois et Habsbourg envahit les espaces préservées. Le siège de Metz par les troupes de l'Empire permet aux troupes françaises de défendre la cité reconnaissante. Henri II, prévoyant d'autre conflit avec l'Empire, annexe les Trois-Évêchés après la chevauchée d'Austrasie.

## Époque moderne sous l'hégémonie française
L'Empire germanique s'effondre et sombre dans une guerre civile, initialement déclenchée entre catholiques et protestants. La guerre de Trente Ans sévit. Richelieu soutient financièrement les protestants, puis décide d'intervenir. La Lorraine, terre catholique intransigeante, est envahie par les deux alliés. De nombreux massacres sont perpétrés et la destruction systématique de toutes les places fortes est recommandée : Beaufremont, Châtillon-sur-Saône, forteresse de Châtel-sur-Moselle, Fontenoy-le-Château, château de Beauregard, château du Spitzemberg, château du Bonhomme…
Les Français occupent le duché. Au retour de la paix en 1648, ils annexent l'Alsace, aussi prennent-ils tous les prétextes pour contrôler et au besoin occuper temporairement les terres ducales. Les militaires à la fleur de lys y font construire des routes et ne le rendent qu'à contre-cœur. Le roi de France finit par négocier son achat en 1734 à son duc héritier François II.
Pour faire accepter la transition aux Lorrains, Louis XV place son beau-père Stanislas à la tête du duché. La réalité du pouvoir est entre les mains du chancelier français De La Galaizière. Une administration quasi-militaire se met en place, elle est efficace en dépit de la lourdeur des prélèvements fiscaux.
La Lorraine devient un État du Grand Royaume en 1766. Le sentiment patriotique s'y développe fortement dans les classes populaires alors qu'une large fraction de la vieille noblesse choisit de servir et parfois de s'établir dans le Saint-Empire,. La Lorraine méridionale connaît une croissance heurtée à l'image du Royaume.

## La Révolution et l'Empire

Carte du département des Vosges en 1790.

Le département des Vosges est créé le 4 mars 1790. Il était partagé sous l'Ancien Régime entre le duché de Lorraine, le duché de Barrois (bailliage de Bourmont et bailliage de Lamarche), les Trois-Évêchés (quelques communes du nord-ouest du département, Vicherey, Pleuvezain...), la principauté de Salm-Salm, la Champagne et la Franche-Comté (quelques communes du sud-ouest). Elles y sont incluses parce qu'elles sont peuplées de Lorrains.
Les Vosges se mobilisent pour la défense de la République menacée en l'an II. Premier département à avoir versé l'impôt révolutionnaire, on donne en 1848 à l'ancienne place Royale de Paris le nom de place des Vosges. Les premières descriptions du département rappellent trois zones anciennes : la plaine à l'ouest de la Moselle, le piémont lorrain à l'agriculture diversifiée, la montagne vosgienne. Les bandes de cette segmentation se prolongent sur les départements limitrophes, Haute-Saône et Meurthe (département). Réunir ainsi des populations différentes représentent une gageure pour le conseil général, siégeant à Épinal.

De 1791 à 1793, les 9 districts (Épinal, Saint-Dié, Remiremont, Mirecourt, Neufchâteau, Bruyères, Darney, Rambervillers et Lamarche) du département des Vosges fournirent 16 bataillons de volontaires nationaux.
Pendant l'Empire et la Restauration, le département reste une contrée rurale, assez isolée, qui préserve ses vieilles activités traditionnelles, travail du fer à la frontière de la Haute-Saône et dans la montagne vosgienne, en particulier Senones et Rothau exploitant la mine de Framont, art de la faïence à Épinal et Rambervillers, et un peu partout en appoint, travail du bois et métiers du textile.
Après la victoire des coalisés à la bataille de Waterloo (18 juin 1815), le département est occupé par les troupes autrichiennes de juin 1815 à novembre 1818 (voir occupation de la France à la fin du Premier Empire).
| 1791    | 1797    | 1802    | 1810    | 1820    | 1830    | 1836    | 1841    | 1846    |
| ------- | ------- | ------- | ------- | ------- | ------- | ------- | ------- | ------- |
| 301 054 | 303 695 | 314 694 | 334 169 | 357 727 | 379 839 | 411 034 | 419 992 | 427 894 |

## L'ère industrielle
Sous la monarchie de Juillet, l'essor démographique vigoureux du département se poursuit, culminant pour nombre de communes vers 1845. Celles qui en étaient dépourvues se dotent d'une église, d'une mairie et d'une école.
Au milieu du XIXe, abandons des vieilles activités et formes nouvelles d'industries influencées par le pôle mulhousien commencent à chambouler la répartition de la population ouvrière en forte croissance. Le premier désenclavement routier et ferroviaire consolide les activités des cantons les plus entreprenants. L'exode rural lui est concomitant et l'ouest du département aux bourgades trop faiblement industrialisées perd ses habitants. Des mines de charbon entrent en exploitation dans l'ouest du département.

Le département est amputé d'une partie de l'arrondissement de Saint-Dié en 1871 par le traité de Francfort : demi-canton de Saales, canton de Schirmeck et forêt de Raon-sur-Plaine sur le versant annexé. Les crises récurrentes de débouchés industriels après 1873, puis agricoles après 1878, amènent une érosion démographique qui se poursuit, malgré la persistance de développement industriel dans les vallées, principalement en aval et les spécialisations agricoles associées au maintien de l'artisanat traditionnel en Plaine.
| 1851    | 1856    | 1860    | 1866    | 1871    | 1872    | 1877    | 1890 | 1913    |
| ------- | ------- | ------- | ------- | ------- | ------- | ------- | ---- | ------- |
| 427 409 | 405 708 | 415 845 | 418 998 | 398 981 | 392 988 | 407 082 | -    | 433 914 |

En 1877, le département a une superficie de 587 656 ha. La moyenne de vie y est de 38 ans.

## La Première Guerre mondiale

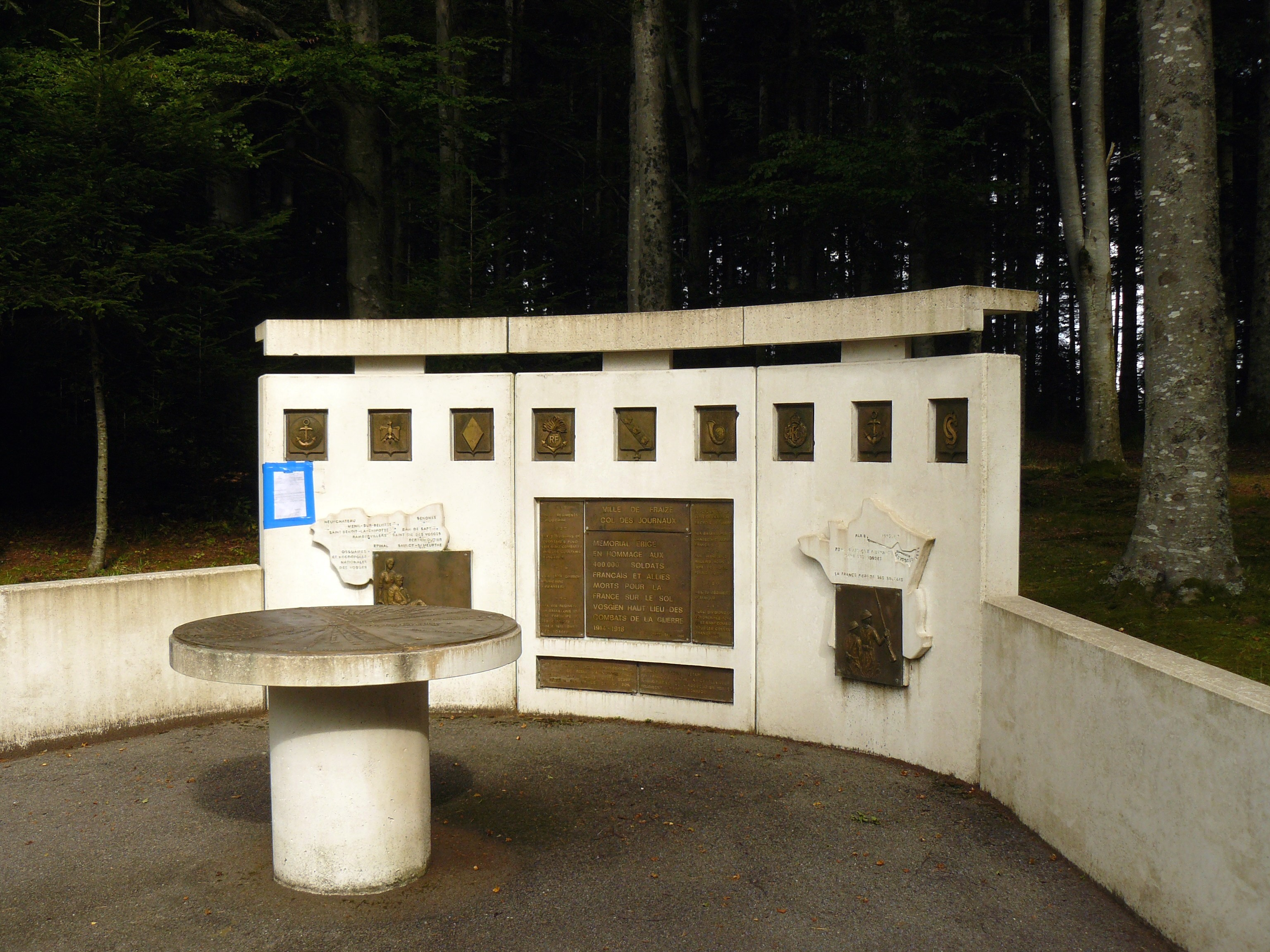
Mémorial de la Bataille des Vosges au col des Journaux à Fraize (inauguré en 1998).

La Première Guerre mondiale est particulièrement intense et meurtrière en 1914 dans les Vosges. Après une avancée française en Alsace, confortant parfois des positions quasi-inexpugnables en montagne, la puissance offensive allemande vers Épinal et sa ligne de chemin de fer est stoppée sur une ligne sud-est/nord-ouest dans l'arrondissement de Saint-Dié, en particulier à Rougiville, au col des Journaux et au col de la Chipotte. Les Français résistent malgré des pertes colossales, ne cèdent aucun terrain mais, épuisés, ne peuvent plus reprendre l'initiative. Apprenant la percée décisive en Champagne, l'état-major allemand abandonne tous ses projets de nouvelles offensives, et ordonne un repli défensif sur des positions surélevées et minutieusement choisies, abandonnant les fonds de vallées délicates à défendre. Dès qu'ils s'y sont solidement établis fin 1914, la ligne de front reste grosso modo inamovible grâce à la puissance de feu de l'artillerie de chaque camp.
Entre-temps et plus occasionnellement ensuite, des luttes violentes et âpres ont lieu : c'est le cas au Spitzemberg, au Violu, à la côte 627, à la Fontenelle au Ban-de-Sapt, à la Chapelotte… où une guerre déployant des moyens industriels se mène souvent dans les airs, sur terre et sous la terre. Mais en de nombreux endroits, le secteur vosgien reste calme à partir de 1915.
De nouvelles armes techniques, l'aviation et les commandos, sont inventées ou développées. Elles permettent de porter l'insécurité de plus en plus loin dans les lignes ennemies. Saint-Dié à 6 kilomètres de la ligne de front n'est plus bombardé qu'à l'occasion par la grosse artillerie allemande, mais aussi dès 1917 par l'aviation à l'instar d'Épinal et des villes-campements logistiques vosgiennes. Les sites stratégiques alsaciens subissent aussi de puissants bombardements franco-anglais. L'intensification de la guerre aérienne au cours des années 1917 et 1918 conduit à une maîtrise des airs par la chasse alliée.
En septembre 1918, la réduction du saillant de Frapelle par la 5e Division d'Infanterie US montre en un lieu et un temps choisi la supériorité de l'offensive alliée. Fin 1918, les tranchées allemandes sont évacuées, quasiment intactes à la suite de l'armistice signé le 11 novembre.

## Vingtième et vingt-et-unième siècle
Les Vosges, à l'instar des autres départements lorrains, rentrent dans une spirale de déclins industriels et agricoles alors que des mutations profondes du mode de vie et de l'économie voient le jour.

### Seconde guerre mondiale
La Seconde Guerre mondiale : reddition de juin 1940, puis en automne 1944, bataille de Dompaire, bataille de Bruyères, maquis des Vosges, dévastation de la partie montagnarde des Vosges, déportation de 1200 juifs adultes et enfants vers le camp d'Ecrouves puis Drancy puis les camps nazis, dernier réduit vichyste et ultime point d'ancrage nazi avant l'Alsace allemande…